# 山田尚史
山田 尚史（やまだ たかふみ、1983年5月10日 - ）は、日本の男性シンガーソングライター。神奈川県厚木市出身。

## 来歴
2000年3月23日から路上ライブをスタート。さまざまな場所で活動を続ける中で、2004年12月に渋谷FMの番組オープニングを歌ったことから2005年1月にインディーズレーベルに所属。
2005年7月より、テレビ東京『ぶちぬきロンブー』に月1出演(～2006年3月)。2006年1月27日にインディーズ1stシングル『応援ソング』を発売し、同年5月31日、事務所を脱退。
『湘南藤沢まちかど音楽祭2006』でグランプリを受賞。
2007年8月にはユニット『紅音』の一員としてメジャーデビュー。
2008年10月、紅音を脱退。ソロ・シンガーソングライターとして活動再開。
2010年10月、体調不良により無期限活動休止を発表するが、
療養中も、ゴスペルのエッセンスを取り入れるなど、
水面下で精力的に唄を学ぶ。
2012年5月、更なる実力と、ミニアルバム｢こころ陽向｣を以て1年7ヶ月ぶりに復活。
2013年5月、自身のバースデーワンマンライブの際に、弾き語り集第1段となる｢Fumiuta Vol.1｣を発表。
ライブ会場限定で発売中。
現在、活動は多岐に及び、ソロ活動のほか、ギターポップバンド｢H3F｣のギターボーカル、
他アーティストのライブサポートメンバーとしても活動中。
また、東日本大震災の影響を受け、｢全国の人に自分の唄で元気になってほしい！｣と言う想いから、
毎月第2日曜日20時30分（月によって多少の変動有り）からツイキャス番組｢山田尚史の唄モイ！https://twitcasting.tv/yamadatakafumi/ ｣を配信している。
- 2004年12月：渋谷FMの番組オープニング担当
- 2005年1月：インディーズレーベル所属
- 2005年7月：テレビ東京『ぶちぬきロンブー』に月1出演(～2006年3月)
- 2006年1月27日：インディーズ1stシングル『応援ソング』発売
- 2006年5月31日：事務所脱退
- 2006年10月21日：『湘南藤沢まちかど音楽祭2006』でグランプリを受賞
- 2007年2月：ゆげみわこ・柴田晃一とともに『紅音(あかね)』を結成
- 2007年8月22日：紅音1stシングル『姫風』リリース
- 2008年3月19日：紅音2ndシングル『碧空／桜舞』リリース
- 2008年10月24日：自身のブログにて紅音脱退を宣言（現在、日記からは脱退の件について削除されている）
- 2010年10月：体調不良により、無期限活動休止を宣言。
- 2012年5月：復活ワンマンライブ＠渋谷七面鳥を以て活動再開。
- 2016年8月：1stフルアルバム｢君を想う｣発売。

## ディスコグラフィ

### シングル

#### 紅音(2007年2月～2008年12月在籍)
|     | リリース      | タイトル   | 規格   | 規格品番  |
| 1st | 2007年8月22日 | 姫風       | 12cmCD | YZKZ00001 |
| 2nd | 2008年3月19日 | 碧空／桜舞 | 12cmCD | YZKZ00002 |

#### インディーズレーベル
|     | リリース      | タイトル   | 規格   | 規格品番  |
| 1st | 2006年1月27日 | 応援ソング | 12cmCD | MGCP10010 |

#### 自主制作ＣＤ
|          | リリース       | タイトル       | 規格   | 規格品番 |
| 1st      | 2005年9月27日  | あなたに贈る詩 | 12cmCD |          |
| 2nd      | 2006年6月25日  | 赤い向日葵     | 12cmCD |          |
| 1st(H3F) | 2008年12月13日 | ホームウェイ   | 12cmCD |          |